# Cyperus globifer
Cyperus globifer là loài thực vật có hoa trong họ Cói. Loài này được (C.B.Clarke) Lye mô tả khoa học đầu tiên năm 1983.